# Feidi
Feidi (também conhecido como Sun Liang) foi um Chinês da Dinastia conhecida por Três Reinos, Reino de Wu. Reinou entre 252 e 258, foi antecedido no trono pelo imperador Sun Quan e seguido por Jing de Wu.